# Аягуз (река)
Аягуз (на казахски: Аягөз; на руски: Аягуз) е река протичаща по източната част на Казахстан (Източноказахстанска и Алматинска област), вливаща се в езерото Балхаш. Дължина 492 km. Площ на водосборния басейн 15 700 km².
Река Аягуз води началото си от северните склонове на планината Тарбагатай, на 2070 m н.в. До град Аягуз тече на северозапад в планинска долина. След това рязко завива на югозапад и до устието си протича през хълмисти полупустинни местности. Влива се (само по време на пълноводие) в най-източната част на езерото Балхаш, на територията на Алматинска област, на 341 m н.в. Основни притоци: леви – Нарин, Тансик (само при пълноводие); десни – Карасу, Айгиз, Баканас (само при пълноводие). Има основно снежно подхранване. Среден годишен оттток пре град Аягуз 8,8 m³/s. През лятото водата в долното ѝ течение се засолява. Заледява се през декември, а се размразява през март. Водите ѝ се използват за водоснабдяване на град Аягуз и за напояване. По течението ѝ в Източноказахстанска област са разположени град Аягуз и сгт Актогай.